# The Last of Our Kind
«The Last of Our Kind» —en español: «Los últimos de nuestra especie»— es una canción compuesta por Jeff Dawson, Mike James, Warne Livesey y Rykka, e interpretada en inglés por Rykka. La canción se lanzó como descarga digital el 8 de enero de 2016 mediante Little Jig Records. Fue elegida para representar a Suiza en el Festival de la Canción de Eurovisión de 2016 tras ganar la final nacional suiza, Die Grosse Entscheidungsshow, en 2016.

## Festival de Eurovisión

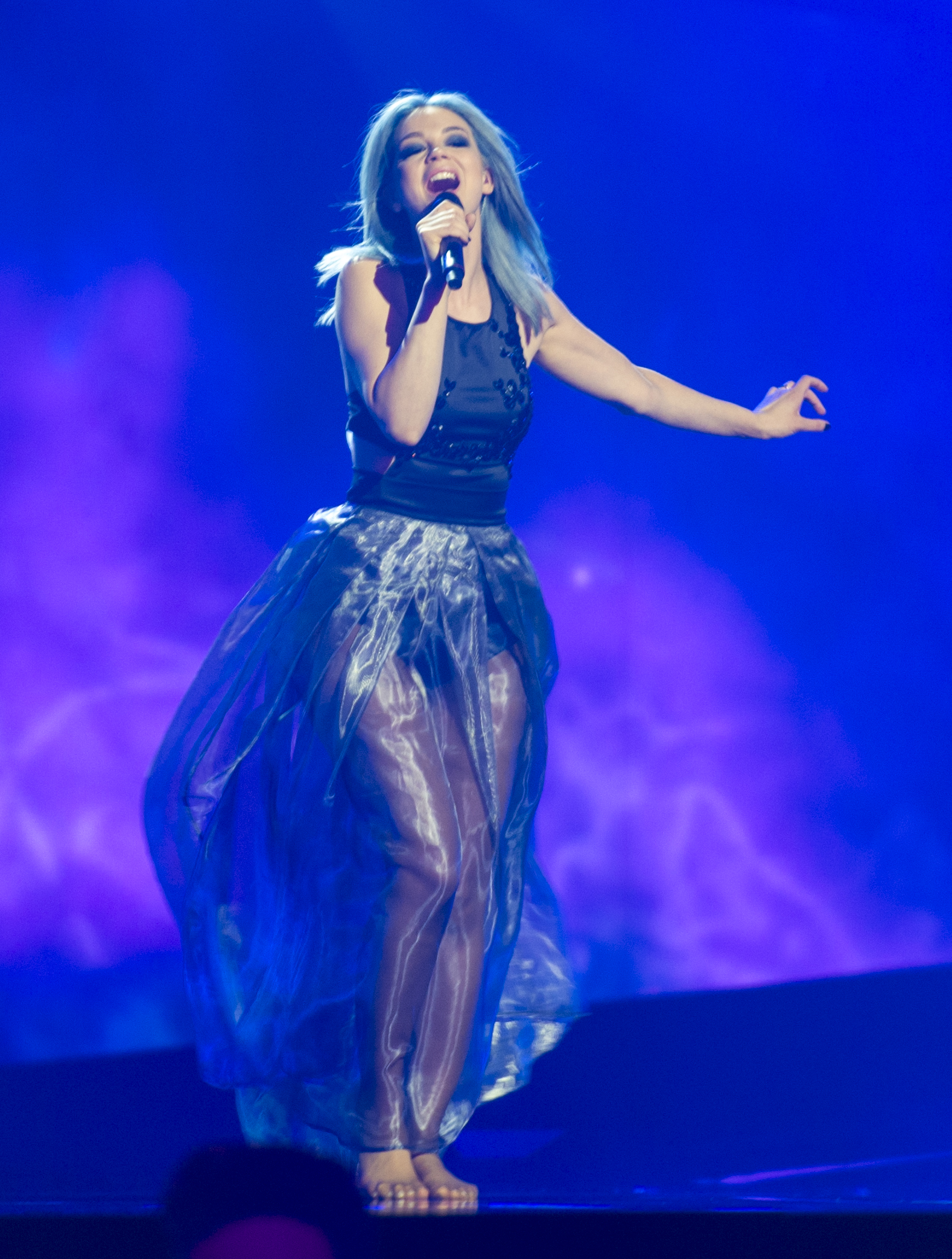
Rykka interpretando la canción en un ensayo durante el Festival de la Canción de Eurovisión 2016.

### Die Grosse Entscheidungsshow
El proceso de selección de las canciones y artistas consistió de tres fases antes de que los finalistas actuaran en vivo y el ganador fuera seleccionado. La primera fase de la competición incluyó a Schweizer Radio und Fernsehen (SRF), Radio e Televisiun Rumantscha (RTR), Radio Télévision Suisse (RTS) y Radiotelevisione svizzera (RSI), cada uno organizando varias selecciones para determinar a los candidatos que pasarían a la segunda fase de la competición. La canción «The last of our kind» de Rykka fue seleccionada por SRF y RTR.
En la segunda fase, los 19 candidatos seleccionados interpretaron sus canciones, y un jurado seleccionó a seis artistas para pasar a la tercera y última fase.

#### La Final
La canción «The last of our kind» fue interpretada en la final nacional, celebrada el 13 de febrero de 2016; esta fue la tercera fase. Allí, el jurado votó y la canción se declaró ganadora de la final, siendo elegida para representar a Suiza en el Festival de la Canción de Eurovisión de 2016.

### Festival de la Canción de Eurovisión 2016
Esta canción fue la representación suiza en el Festival de la Canción de Eurovisión 2016.
El 25 de diciembre de 2015, se organizó un sorteo de asignación en el que se colocaba a cada país en una de las dos semifinales, además de decidir en qué mitad del certamen actuarían.
Así, la canción fue interpretada en tercer lugar durante la segunda semifinal, celebrada el 12 de mayo de ese año, precedida por Polonia con Michał Szpak interpretando «Color of your life» y seguida por Israel con Hovi Star interpretando «Made of stars». Durante la emisión del certamen, la canción no fue anunciada entre los diez temas elegidos para pasar a la final y por lo tanto no cualificó para competir en esta. Más tarde se reveló que Albania había quedado en 18º puesto (último) de los 18 países participantes de la semifinal con 28 puntos.